# Storm (novela)
Storm es una novela escrita por George Rippey Stewart publicada en el año 1941 y que se convirtió en un éxito de ventas (best-seller).
El libro influido en la cultura popular dado que ha ayudado a la denominación de los ciclones tropicales (huracanes, tifones, etc.) del mundo, a pesar de que el del libro fue un ciclón extratropical.

## Sinopsis
El libro cuenta la historia de un joven meteorólogo que acompaña a un ciclón extratropical (tormenta en el libro) que se formó en alta mar de Japón y días después se traslada al golfo de California, Estados Unidos, como una tormenta de nieve de importancia para la Sierra Nevada, con cantidades de nieve de 20 pies (6,1 m).
El libro está dividido en doce capítulos, uno para cada día de la existencia de la tormenta.
Los efectos beneficiosos de la tormenta son que se evitó una plaga de langostas y que terminó una sequía.
Sus efectos negativos incluyen la inundación de un valle, cerca de Sacramento, poniendo en peligro el avión, un tren, y que conduce a la muerte de 16 personas. Además que dio lugar a un nuevo ciclón que impacta significativamente en Nueva York.
El joven meteorólogo dio a la tormenta el nombre de Maria
.